# 1904

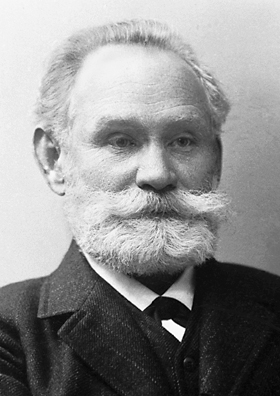
Il medico russo Ivan Pavlov, che nel 1904 vinse il Premio Nobel per la medicina

Il 1904 (MCMIV in numeri romani) è un anno bisestile del XX secolo.

## Eventi

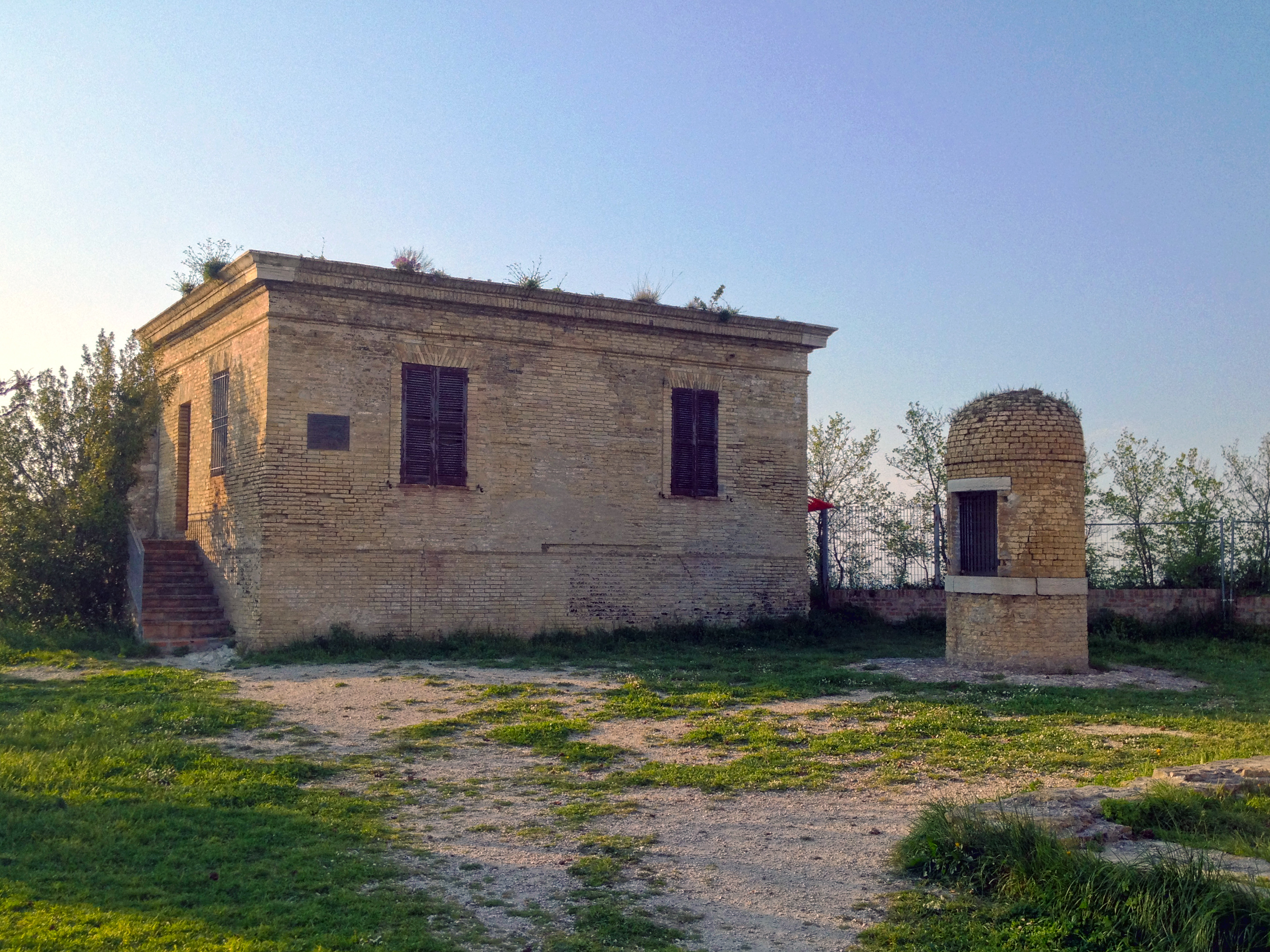
L'edificio che ospita il telegrafo da cui Guglielmo Marconi, nel 1904, fece i primi esperimenti sui segnali radio, sul Colle dei Cappuccini di Ancona

- 7 gennaio: viene stabilito il segnale d'allarme CQD, che verrà rimpiazzato quattro anni dopo dall'SOS.
- 20 gennaio: Papa Pio X abroga, con la "Commissum Nobis", il diritto di veto dei re cattolici in conclave verso persone a questi sgradite: era in vigore da secoli, e l'ultima volta era stato usato dal Cardinale Puzyna per conto dell'Imperatore austroungarico proprio durante il conclave del 1903.
- 26 gennaio: a Torino un incendio distrugge metà del patrimonio della Biblioteca Nazionale.
- 7 febbraio: Baltimora è devastata da un incendio che provoca centinaia di vittime.
- 8 febbraio: incomincia la guerra russo-giapponese
- 14 febbraio: Legge n. 36 sui manicomi e sugli alienati che sarà superata con la Legge n. 180 del 13 maggio 1978.
- 17 febbraio – Teatro alla Scala, Milano: va in scena la prima della Madama Butterfly di Giacomo Puccini.
- 22 febbraio: l'Argentina stabilisce la Base Orcadas, la prima base permanente in Antartide.
- 23 febbraio: gli Stati Uniti d'America acquisiscono il controllo della Zona del Canale di Panama per 10 milioni di dollari.
- 28 febbraio: a Lisbona viene fondata la società Sport Lisboa e Benfica.
- 22 marzo: il giornale statunitense Daily Illustrated Mirror è il primo a pubblicare una fotografia a colori.
- 8 aprile: Spagna e Danimarca sottoscrivono la cosiddetta intesa cordiale.
- 4 maggio: viene prodotta la prima Rolls-Royce
- 21 maggio: a Parigi si fonda la FIFA
- 1º luglio – Stati Uniti: a Saint Louis inizia la III Olimpiade, si concluderà il 29 ottobre restando negli annali come l'olimpiade più lunga della storia moderna.
- 8 luglio: viene approvata la legge n. 351 per il risanamento di Napoli.
- 21 luglio: viene completata la Ferrovia Transiberiana.
- 23 luglio: a St. Louis, nel Missouri, Charles E. Menches inventa il cono gelato.
- 4 settembre – Buggerru, Italia: i minatori in lotta, che chiedevano un aumento salariale, vengono caricati dai Carabinieri mentre si trovano all'esterno della direzione della miniera per sostenere la delegazione sindacale in trattativa. Il numero è di 3 morti e decine di feriti. Dopo 12 giorni si svolge il primo sciopero generale nazionale.
- 7 settembre: alle Olimpiadi di St. Louis lo schermidore cubano Ramón Fonst vince la medaglia d'oro nel Fioretto e nella Spada.
- 16 – 21 settembre – Italia: si svolge il primo sciopero generale.
- 27 ottobre – Stati Uniti: a New York viene inaugurata la metropolitana.
- 4 novembre – Fatti di Innsbruck: assalto e distruzione della Facoltà di Giurisprudenza italiana a Innsbruck da parte di studenti pangermanisti. Sono coinvolti gli allora studenti Cesare Battisti e Alcide De Gasperi.
- 18 novembre: viene fondato il Siena.
- 24 novembre: viene inventato il cingolo, molto usato in seguito nell'industria bellica e delle costruzioni.
- 3 dicembre: Charles Dillon Perrine scopre Imalia.
- 27 dicembre:
  - La commedia Peter Pan, di J. M. Barrie, debutta a Copenaghen.
  - Viene fondata a Dublino la compagnia Abbey Theatre.

## Nati
Ci sono circa 1 630 voci su persone nate nel 1904; vedi la pagina Nati nel 1904 per un elenco descrittivo o la categoria Nati nel 1904 per un indice alfabetico.

## Morti
Ci sono circa 410 voci su persone morte nel 1904; vedi la pagina Morti nel 1904 per un elenco descrittivo o la categoria Morti nel 1904 per un indice alfabetico.

## Calendario
| Calendario 1904 | Calendario 1904 | Calendario 1904 | Calendario 1904 | Calendario 1904 | Calendario 1904 | Calendario 1904 | Calendario 1904 | Calendario 1904 | Calendario 1904 | Calendario 1904 | Calendario 1904 | Calendario 1904 | Calendario 1904 | Calendario 1904 | Calendario 1904 | Calendario 1904 | Calendario 1904 | Calendario 1904 | Calendario 1904 | Calendario 1904 | Calendario 1904 | Calendario 1904 | Calendario 1904 | Calendario 1904 | Calendario 1904 | Calendario 1904 | Calendario 1904 | Calendario 1904 | Calendario 1904 | Calendario 1904 | Calendario 1904 | Calendario 1904 |
| --------------- | --------------- | --------------- | --------------- | --------------- | --------------- | --------------- | --------------- | --------------- | --------------- | --------------- | --------------- | --------------- | --------------- | --------------- | --------------- | --------------- | --------------- | --------------- | --------------- | --------------- | --------------- | --------------- | --------------- | --------------- | --------------- | --------------- | --------------- | --------------- | --------------- | --------------- | --------------- | --------------- |
|                 | 1               | 2               | 3               | 4               | 5               | 6               | 7               | 8               | 9               | 10              | 11              | 12              | 13              | 14              | 15              | 16              | 17              | 18              | 19              | 20              | 21              | 22              | 23              | 24              | 25              | 26              | 27              | 28              | 29              | 30              | 31              |                 |
| Gennaio         | Ve              | Sa              | Do              | Lu              | Ma              | Me              | Gi              | Ve              | Sa              | Do              | Lu              | Ma              | Me              | Gi              | Ve              | Sa              | Do              | Lu              | Ma              | Me              | Gi              | Ve              | Sa              | Do              | Lu              | Ma              | Me              | Gi              | Ve              | Sa              | Do              |                 |
| Febbraio        | Lu              | Ma              | Me              | Gi              | Ve              | Sa              | Do              | Lu              | Ma              | Me              | Gi              | Ve              | Sa              | Do              | Lu              | Ma              | Me              | Gi              | Ve              | Sa              | Do              | Lu              | Ma              | Me              | Gi              | Ve              | Sa              | Do              | Lu              |                 |                 |                 |
| Marzo           | Ma              | Me              | Gi              | Ve              | Sa              | Do              | Lu              | Ma              | Me              | Gi              | Ve              | Sa              | Do              | Lu              | Ma              | Me              | Gi              | Ve              | Sa              | Do              | Lu              | Ma              | Me              | Gi              | Ve              | Sa              | Do              | Lu              | Ma              | Me              | Gi              |                 |
| Aprile          | Ve              | Sa              | Do              | Lu              | Ma              | Me              | Gi              | Ve              | Sa              | Do              | Lu              | Ma              | Me              | Gi              | Ve              | Sa              | Do              | Lu              | Ma              | Me              | Gi              | Ve              | Sa              | Do              | Lu              | Ma              | Me              | Gi              | Ve              | Sa              |                 |                 |
| Maggio          | Do              | Lu              | Ma              | Me              | Gi              | Ve              | Sa              | Do              | Lu              | Ma              | Me              | Gi              | Ve              | Sa              | Do              | Lu              | Ma              | Me              | Gi              | Ve              | Sa              | Do              | Lu              | Ma              | Me              | Gi              | Ve              | Sa              | Do              | Lu              | Ma              |                 |
| Giugno          | Me              | Gi              | Ve              | Sa              | Do              | Lu              | Ma              | Me              | Gi              | Ve              | Sa              | Do              | Lu              | Ma              | Me              | Gi              | Ve              | Sa              | Do              | Lu              | Ma              | Me              | Gi              | Ve              | Sa              | Do              | Lu              | Ma              | Me              | Gi              |                 |                 |
| Luglio          | Ve              | Sa              | Do              | Lu              | Ma              | Me              | Gi              | Ve              | Sa              | Do              | Lu              | Ma              | Me              | Gi              | Ve              | Sa              | Do              | Lu              | Ma              | Me              | Gi              | Ve              | Sa              | Do              | Lu              | Ma              | Me              | Gi              | Ve              | Sa              | Do              |                 |
| Agosto          | Lu              | Ma              | Me              | Gi              | Ve              | Sa              | Do              | Lu              | Ma              | Me              | Gi              | Ve              | Sa              | Do              | Lu              | Ma              | Me              | Gi              | Ve              | Sa              | Do              | Lu              | Ma              | Me              | Gi              | Ve              | Sa              | Do              | Lu              | Ma              | Me              |                 |
| Settembre       | Gi              | Ve              | Sa              | Do              | Lu              | Ma              | Me              | Gi              | Ve              | Sa              | Do              | Lu              | Ma              | Me              | Gi              | Ve              | Sa              | Do              | Lu              | Ma              | Me              | Gi              | Ve              | Sa              | Do              | Lu              | Ma              | Me              | Gi              | Ve              |                 |                 |
| Ottobre         | Sa              | Do              | Lu              | Ma              | Me              | Gi              | Ve              | Sa              | Do              | Lu              | Ma              | Me              | Gi              | Ve              | Sa              | Do              | Lu              | Ma              | Me              | Gi              | Ve              | Sa              | Do              | Lu              | Ma              | Me              | Gi              | Ve              | Sa              | Do              | Lu              |                 |
| Novembre        | Ma              | Me              | Gi              | Ve              | Sa              | Do              | Lu              | Ma              | Me              | Gi              | Ve              | Sa              | Do              | Lu              | Ma              | Me              | Gi              | Ve              | Sa              | Do              | Lu              | Ma              | Me              | Gi              | Ve              | Sa              | Do              | Lu              | Ma              | Me              |                 |                 |
| Dicembre        | Gi              | Ve              | Sa              | Do              | Lu              | Ma              | Me              | Gi              | Ve              | Sa              | Do              | Lu              | Ma              | Me              | Gi              | Ve              | Sa              | Do              | Lu              | Ma              | Me              | Gi              | Ve              | Sa              | Do              | Lu              | Ma              | Me              | Gi              | Ve              | Sa              |                 |

## Premi Nobel
In quest'anno sono stati conferiti i seguenti Premi Nobel:
- per la Pace: Istituto di diritto internazionale
- per la Letteratura: José Echegaray y Eizaguirre, Frédéric Mistral
- per la Medicina: Ivan Pavlov
- per la Fisica: John William Strutt Rayleigh
- per la Chimica: William Ramsay